# 티켓 다방
티켓 다방은 다방의 한 종류로, 지방 중소도시나 농어촌 지역을 중심으로 차를 배달하며 영업을 하는 업소다. 이 과정에서 종종 불법적인 성매매가 이루어진다.

## 같이 보기
- 티켓 (1986년 영화)
- 너는 내 운명 (영화)